# 星系際恆星

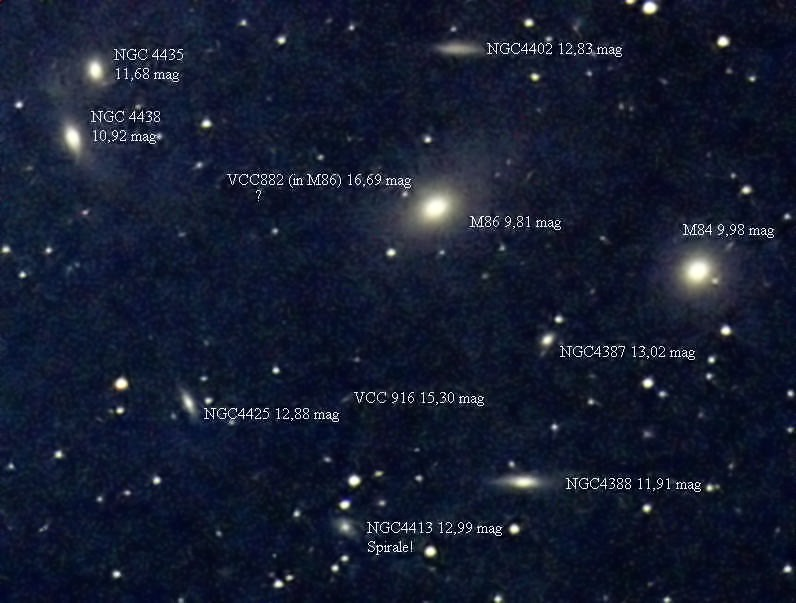
在室女座星系團發現了星系際恆星的現象。

星系際恆星是不屬於任何一個星系的恆星。科學界近年來對這些恆星有著許多的討論，普遍認為這些恆星的來源是星系碰撞的結果。

## 發現
恆星只存在於星系內直到数十年前都仍是一种共识。但是當1997年發現星系際恆星後，這种共识被推翻了。天文学家当时首度在室女座星系團發現可能有上兆顆的這種恆星存在。

## 形成
雖然，這種恆星的行程帶著點神祕，但最常見的理論是這些恆星是由兩個或更多個星系碰撞，然後有些恆星被拋入更為廣闊的太空之內。

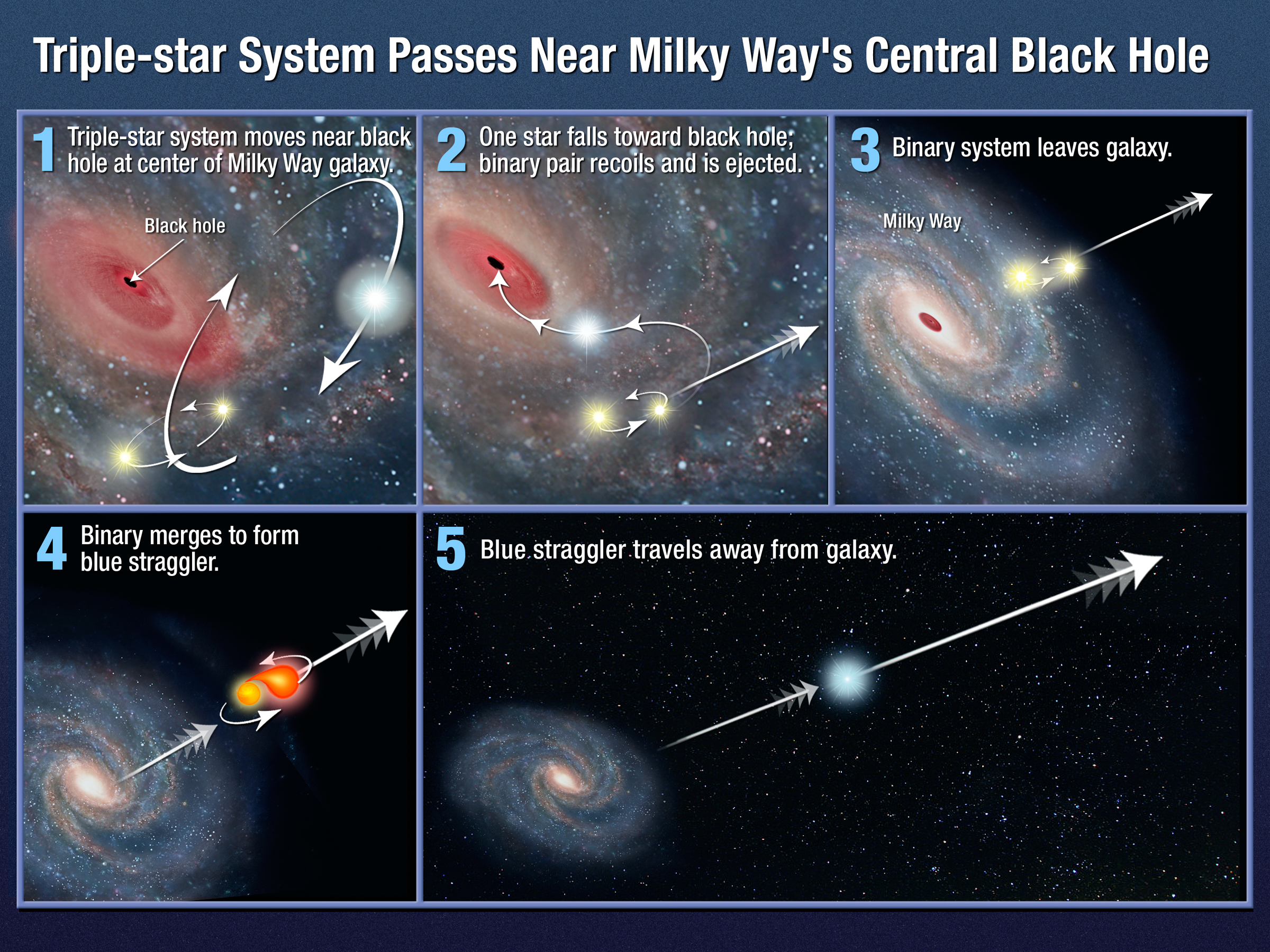
一種可能將星系內的恆星彈出機制。

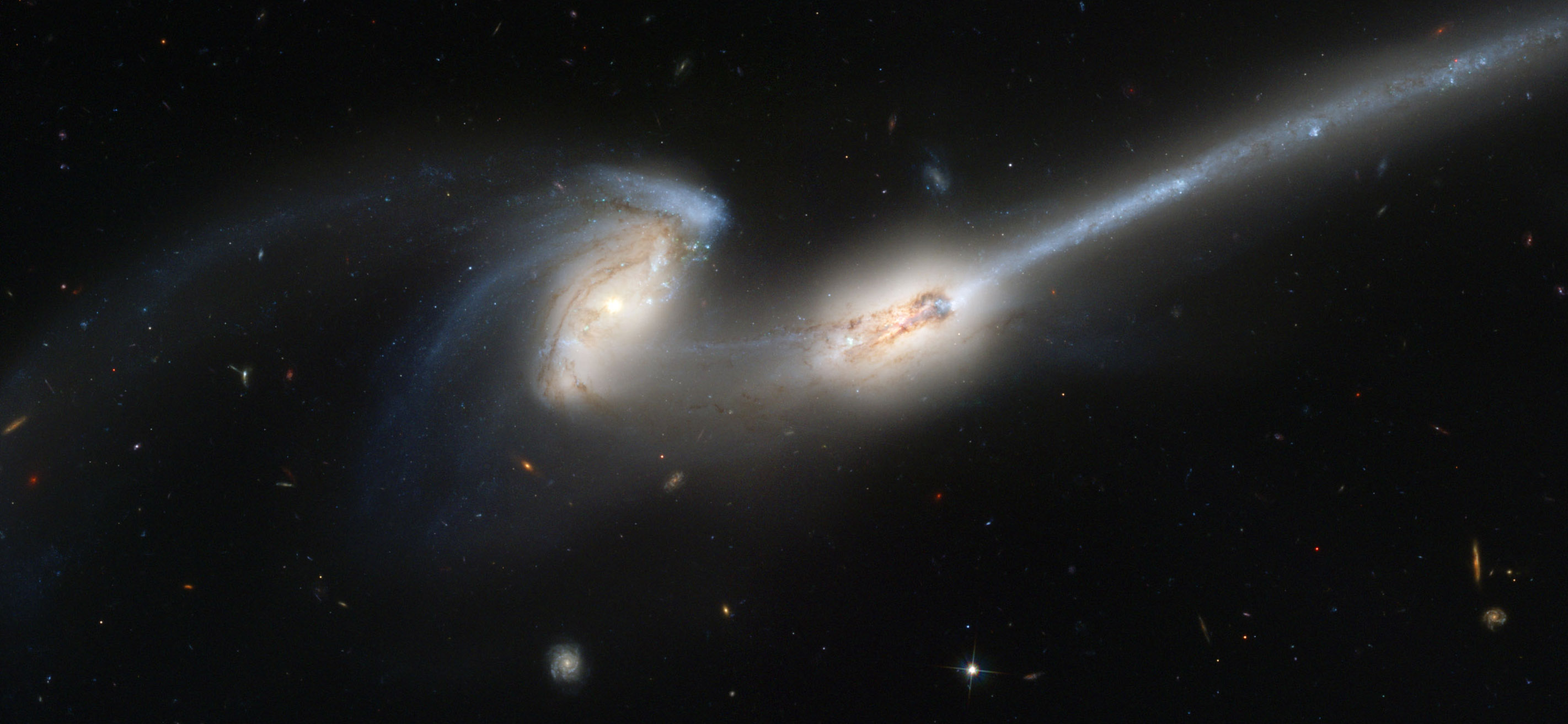
星系碰撞被認為是星系際恆星的來源。

## 觀測的歷史
在1997年，哈伯太空望遠鏡發現在室女座星系團的星系之間有著大量的星系際恆星。稍後，在1990年代末期，科學家發現天爐座星系團也有另一個星系際恆星的集團。

## 質量
雖然不知道這些恆星的精確質量，但估計這些恆星的質量是室女座星系團質量的10%，這意味著這些恆星的質量大於室女座星系團中2,500個星系中的任何一個單獨的星系。

## 位置
第一顆被發現的星系際恆星位於銀河系所在的室女座星系團。這些恆星形成的大質量群與最靠近的星系距離大約在30萬光年。